# Victoria (Entre Ríos)
Victoria is een plaats in het Argentijnse bestuurlijke gebied Victoria in de Argentijnse provincie  Entre Ríos. De plaats telt 28.492 inwoners.

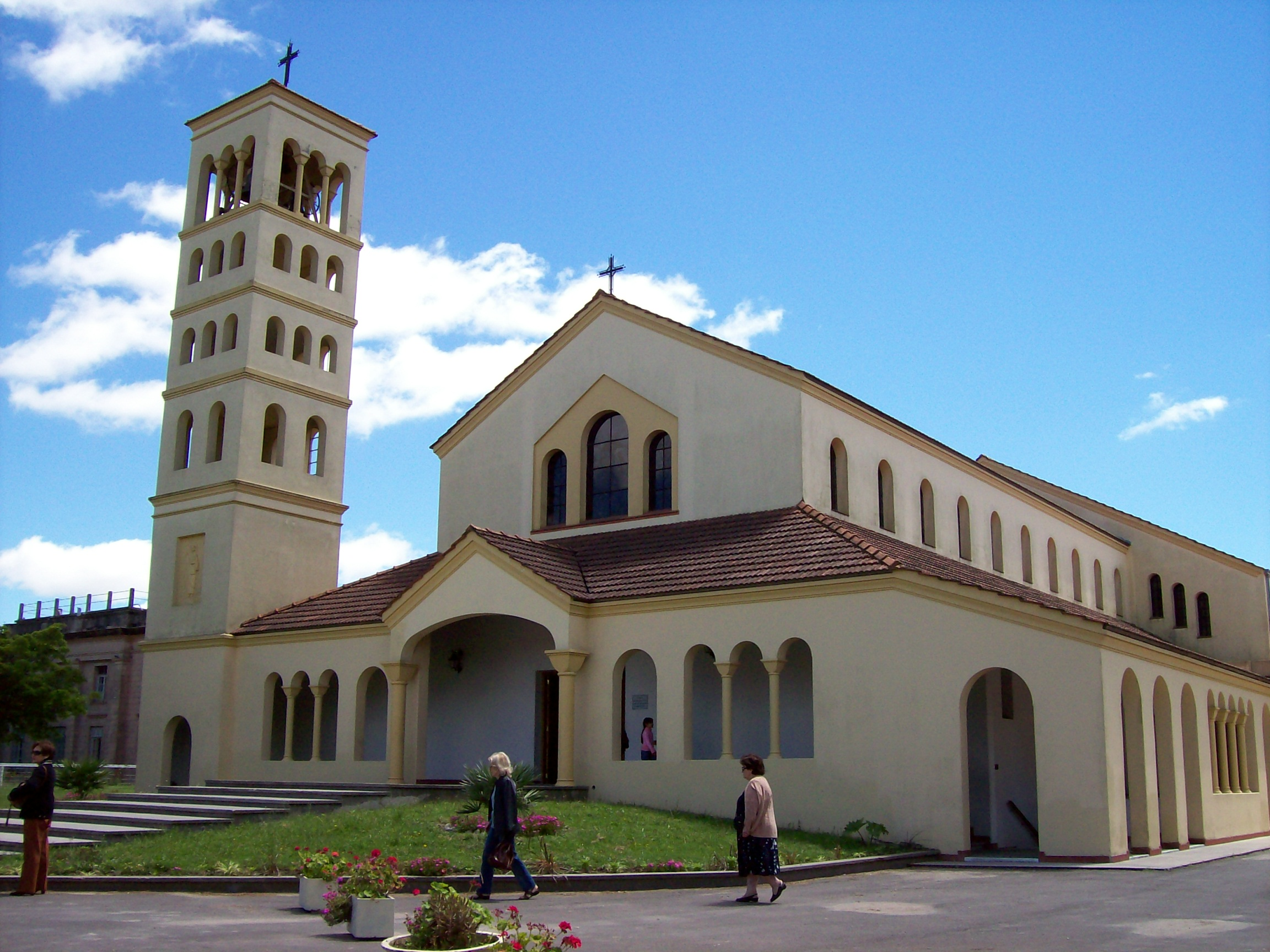
Kerk